# Région métropolitaine de Recife

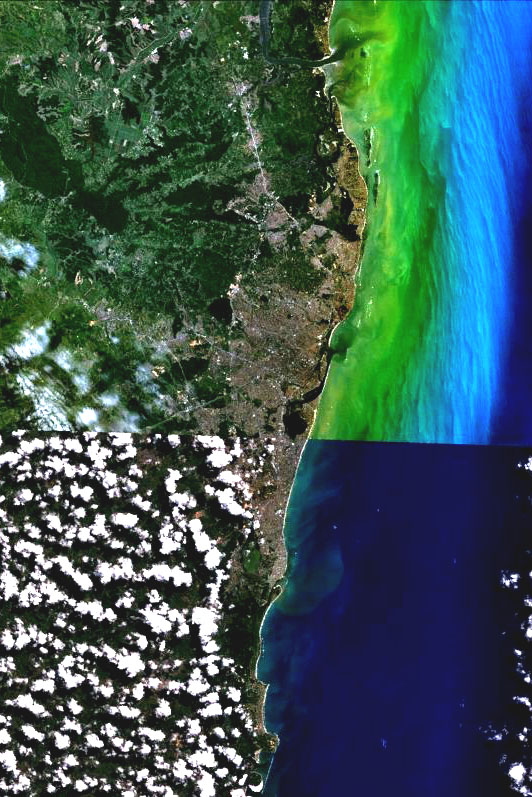
Photo satellite de la région métropolitaine de Recife.

La région métropolitaine de Recife (Região Metropolitana do Recife en portugais) fut créée en 1973, au Brésil. Elle regroupe 15 municípios autour de Recife, sur le littoral de l'État du Pernambouc.
La région métropolitaine s'étend sur 2 768 km2 pour une population totale de 3 730 397 habitants en avril 2007.

## Liste des municipalités
| Région métropolitaine   | Région métropolitaine | Région métropolitaine |
| Ville                   | Population (hab.)     | Superficie (km²)      |
| ----------------------- | --------------------- | --------------------- |
| Recife                  | 1 533 580             | 218                   |
| Jaboatão dos Guararapes | 665 387               | 257                   |
| Olinda                  | 391 433               | 29                    |
| Paulista                | 307 284               | 94                    |
| Cabo de Santo Agostinho | 163 139               | 447                   |
| Camaragibe              | 136 381               | 48                    |
| São Lourenço da Mata    | 95 304                | 264                   |
| Igarassu                | 93 746                | 303                   |
| Abreu e Lima            | 92 242                | 129                   |
| Goiana                  | 71 796                | 501                   |
| Ipojuca                 | 70 070                | 515                   |
| Moreno                  | 52 830                | 192                   |
| Itapissuma              | 23 110                | 74                    |
| Ilha de Itamaracá       | 17 573                | 65                    |
| Araçoiaba               | 16 520                | 97                    |
| Total                   | 3 730 397             | 3 269,5               |